# ミユキ
ミユキ（みゆき、1984年6月28日 - ）は日本の女優、シンガーソングライター。
趣味は相撲観戦、エステ、ゲーム。特技は現在の気温をあてること、ピアノ、フィギュアスケート。

## 出演

### ラジオ
- すまいるFM 毎週月曜20:30〜21:00「ミユキの休日」

### ライブ
- 「歌☆フェス -Vol.13-」
- 「歌☆フェス オールスター祭2009」
- 「Fleak Live Vol.6」
- 「MixMixMix  Vol.5」
- 「MixMixMix  Vol.6」

### 舞台
- 「心華EPISODE弐」
- 「GUNS -All or Nothing-」